# Оптик (Ратенов)
«Футбольно-спортивний клуб Оптик Ратенов» (нім. Fußball Sportverein Optik Rathenow) — німецька футбольна команда з міста Ратенов, поблизу Берліна. Виступає у Регіоналлізі.
Домашні матчі проводить на стадіоні «Фогельгесанг». «Оптик», який нещодавно був грандом Оберліги, з тих пір закріпився у четвертому дивізіоні, де знову буде виступати у сезоні 2020/21 років.
Клуб заробив три просування поспіль під керівництвом тренера Інго Каліша та досяг третього рівня Німеччини в 1994 році, насолоджуючись трисезонним перебуванням на цьому рівні, виступаючи з такими клубами, як «Уніон» (Берлін) та «Динамо» (Дрезден). Після повернення клубу з Ратенова жо четвертого дивізіону в 1997 році клуб залишався одним з провідних колективів турніру до 2005 року.

## Досягнення
- Ландесліга Бранденбург
  -  Чемпіон (1): 1990/91

- Ліга Бранденбург
  -  Чемпіон (2): 1991/92, 2006/07

- Оберліга «Північ»
  -  Чемпіон (2): 2014/15, 2017/18

- Кубок Бранденбурга
  -  Володар (2): 2013, 2014
  -  Фіналіст (3): 2004, 2019

- Кубок Потсдама
  -  Володар (3): 1958, 1978, 1990

## Статтистика виступів
| Сезон     | Ліга                             | Місце | Різниця | Очки  |
| --------- | -------------------------------- | ----- | ------- | ----- |
| 1990/91   | Ландесліга Бранденбург           | 3     | 50:19   | 33:15 |
| 1991/92   | Вербандсліга Бранденбург         | 1     | 81:15   | 51:9  |
| 1992/93   | Оберліга «Північний-Схід» Північ | 11    | 41:48   | 26:38 |
| 1993/94   | Оберліга «Північний-Схід» Північ | 7     | 50:30   | 32:24 |
| 1994/95   | Регіоналліга «Північний Схід»    | 14    | 36:55   | 26:42 |
| 1995/96   | Регіоналліга «Північний Схід»    | 18    | 20:49   | 20    |
| 1996/97   | Оберліга «Північний-Схід» Північ | 7     | 42:42   | 40    |
| 1997/98   | Оберліга «Північний-Схід» Північ | 12    | 37:49   | 31    |
| 1998/99   | Оберліга «Північний-Схід» Північ | 13    | 35:51   | 36    |
| 1999/2000 | Оберліга «Північний-Схід» Північ | 8     | 44:45   | 42    |
| 2000/01   | Оберліга «Північний-Схід» Північ | 10    | 51:63   | 41    |
| 2001/02   | Оберліга «Північний-Схід» Північ | 15    | 40:63   | 28    |
| 2002/03   | Оберліга «Північний-Схід» Північ | 14    | 41:64   | 42    |
| 2003/04   | Оберліга «Північний-Схід» Північ | 12    | 45:61   | 42    |
| 2004/05   | Оберліга «Північний-Схід» Північ | 14    | 25:52   | 27    |
| 2005/06   | Вербандсліга Бранденбург         | 3     | 59:49   | 53    |
| 2006/07   | Вербандсліга Бранденбург         | 1     | 60:18   | 63    |
| 2007/08   | Оберліга «Північний-Схід» Північ | 7     | 33:29   | 45    |
| 2008/09   | Оберліга «Північний-Схід» Північ | 3     | 41:41   | 47    |
| 2009/10   | Оберліга «Північний-Схід» Північ | 7     | 43:46   | 45    |
| 2010/11   | Оберліга «Північний-Схід» Північ | 6     | 35:41   | 46    |
| 2011/12   | Оберліга «Північний-Схід» Північ | 3     | 57:36   | 55    |
| 2012/13   | Регіоналліга «Північний Схід»    | 11    | 35:46   | 35    |
| 2013/14   | Регіоналліга «Північний Схід»    | 16    | 34:53   | 29    |
| 2014/15   | Оберліга «Північний-Схід» Північ | 1     | 65:38   | 66    |
| 2015/16   | Регіоналліга «Північний Схід»    | 18    | 33:66   | 22    |
| 2016/17   | Оберліга «Північний-Схід» Північ | 2     | 94:33   | 70    |
| 2017/18   | Оберліга «Північний-Схід» Північ | 1     | 77:22   | 78    |
| 2018/19   | Регіоналліга «Північний Схід»    | 17    | 36:65   | 28    |
| 2019/20   | Регіоналліга «Північний Схід»    | 14    | 20:48   | 20    |

## Відомі гравці
- Йорг Гайнріх
- / В'ячеслав Чанов
- / Ігор Гімро